# Добротолюбие

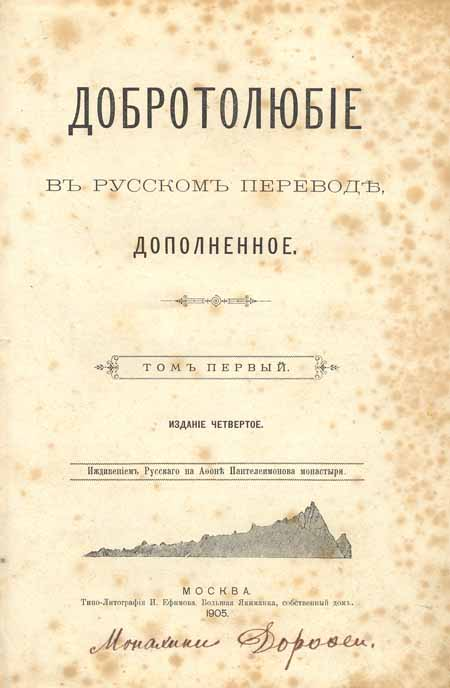
Добротолюбие (Москва, 1905 год)

«Добротолю́бие» (греч. Φιλοκαλία — «Филокали́я», церк.-слав. Добротолю́бїе) — сборник духовных произведений православных авторов IV—XV веков. Большая часть текстов принадлежит к традиции исихазма. Сборник составлен митрополитом Коринфским Макарием и Никодимом Святогорцем и был впервые опубликован на греческом языке в 1782 году в Венеции у Антония Вортоли.

## История
Полностью его название звучало как: «Φιλοκαλία τῶν ἱερῶν Νηπτικῶν συνερανισθείσα παρὰ τῶν Ἁγίων καὶ θεοφόρων Πατέρων ἡμῶν. ἐν ᾗ διὰ τῆς κατὰ τὴν πρᾶξιν καὶ θεωρίαν ἠθικῆς φιλοσοφίας ὁ νοῦς καθαίρεται, φωτίζεται καὶ τελειοῦται», на славянский это название переведено как «Добротолю́бїе, и҆лѝ словеса̀ и҆ глави̑зны сщ҃е́ннагѡ трезвѣ́нїѧ, сѡ́бранныѧ ѿ писа́нїй ст҃ы́хъ и҆ бг҃одꙋхнове́нныхъ ѻ҆ц҃ъ, въ не́мже нра́вственнымъ по дѣѧ́нїю, и҆ у҆мозрѣ́нїю любомꙋ́дрїемъ у҆́мъ ѡ҆чища́етсѧ, просвѣща́етсѧ и҆ соверше́нъ быва́етъ». Первому изданию, осуществлённому в Венеции в 1782 году, предшествовал подзаголовок: «Добротолюбие святых подвижников, составленное согласно нашим Святым и богоносным Отцам, которым через деяние и созерцание нравственного любомудрия ум очищается, просвещается и делается совершенным. Исправлено с возможно большей тщательностью и отпечатано теперь на издержки достопочтеннейшего и боголюбивейшего господина Иоанна Маврокордата на общую пользу православным».
На славянский язык «Добротолюбие» с греческого перевёл с сокращениями прп. Паисий Величковский, этот перевод был издан в Санкт-Петербурге в 1793 году. Позднее русский перевод сделал свт. Феофан Затворник. Это не точный перевод, а вольный пересказ, хоть и довольно близкий к тексту; свт. Феофан сделал ещё бо́льшие сокращения по сравнению со славянским текстом сборника; кроме того, он заметно расширил сборник, добавив в него произведения авторов, которых не было ни в славянском, ни в греческом изданиях.
В период с 1793 по 1857 год славянский перевод «Добротолюбия» выдержал не менее шести изданий. Следующие издания выходили в 1877 и 1880 годах, а ещё три издания публиковались в 1878—1914 годах.
В 1983 году (издательство «Жизнь с Богом») и в 1990-х годах в России появлялись репринтные издания всех томов «Добротолюбия».
В 2019 году на подворье Оптиной пустыни в Санкт-Петербурге было издано Добротолюбие в переводе прп. Паисия Величковского (в 2 тт.), воссозданное по сохранившимся рукописям старца и его ближайших учеников. Издание снабжено большой вступительной статьей, цветными приложениями, указателями.

## Содержание

### Том I
- Святой Антоний Великий
- Святой Макарий Великий
- Преподобный Исаия Отшельник
- Святой Марк Подвижник
- Авва Евагрий

### Том II
- Святой Иоанн Кассиан Римлянин
- Преподобный Исихий, пресвитер Иерусалимский
- Преподобный Нил Синайский
- Святой Ефрем Сирианин
- Святой Иоанн Лествичник
- Святые преподобные отцы Варсануфий и Иоанн
- Преподобный Авва Дорофей
- Святой Исаак Сирианин

### Том III
- Диадох Фотикийский, епископ Фотики в Епире Иллирийском
- Преподобный Иоанн Карпафский
- Блаженный Авва Зосима (Палестинский)
- Святой Максим Исповедник
- Блаженный Авва Фалассий
- Святой Феодор, епископ Едесский
- Преподобный Феодор
- Преподобный Феогност
- Преподобный Филофей Синайский
- Преподобный Авва Филимон
- Илия Пресвитер и Екдик

### Том IV
- Преподобный Феодор Студит

### Том V
- Святой Симеон Новый Богослов
- Преподобный Никита Стифат
- Феолипт, митрополит Филадельфийский
- Святой Григорий Синаит
- Никифор Уединенник
- Святой Григорий Палама, архиепископ Солунский
- Каллист патриарх и сподвижник его Игнатий Ксанфопулы
- Блаженный Симеон
- Преподобный Петр Дамаскин
- Святой Каллист Катафигиот

## Основные идеи
Основная идея авторов Добротолюбия это «отречение от мира», «подвиг» (упражнения) и борьба с восемью страстями ради достижения совершенства.

## Тексты Добротолюбия

### Русский перевод
- Добротолюбие в русском переводе (5 томов, изд. 1895, репринт 1988): pdf
- Добротолюбие в русском переводе (5 томов), текст: , , .
- Аудиокнига

### Церковно-славянские издания
«Добротолюбие» в славянском переводе прп. Паисия Величковского, издание 1793 года:
- Добротолюбие, или словеса и главизны священнаго трезвения… (pdf)
- Добротолюбие, или словеса и главизны священнаго трезвения… (pdf, чёрно-белое)
- Добротолюбие, или словеса и главизны священнаго трезвения… (djvu)

### Греческий подлинник
Греческое Добротолюбие
Оригинал книги «Φιλοκαλία» 1782 года на греческом:
- «Φιλοκαλία των ιερών Νηπτικών συνερανισθείσα παρά των αγίων και θεοφόρων πατέρων ημών. εν η διά της κατά την πράξιν και θεωρίαν ηθικής φιλοσοφίας ο νους καθαίρεται, φωτίζεται, και τελειούται». В Венеции, 1782. У Антония Вортоли. Con Licenza de Superiori, e Privilegio

Афинское издание Добротолюбия 1893 года:
- Φιλοκαλία Τόμος Αʹ (pdf)
- Φιλοκαλία Τόμος Βʹ (pdf)

Издание 1974 года.

### Новогреческий перевод
- Новогреческое Добротолюбие (греч.) (текст на сайте и PDF)

### Всё в одном месте
- Собрание изданий Добротолюбия.